# M'saken
M'saken, también llamada Masakin o Msaken, es una ciudad de Túnez dentro de la gobernación de Susa.
La etimología del nombre de la ciudad proviene de "Msaken", que significa "hábitat", "casa" o "vivienda". Y es sobre todo refiriéndose a "la vivienda de la gente honorable" (Masken el Achraf) debido a los primeros habitantes que llegaron de los hermanos honorables.